# Séparateur (informatique)
Pour les articles homonymes, voir Séparateur.

Une vue stylisée d'un fragment de texte provenant d'un fichier au format CSV. Les virgules, en rouge, servent de séparateurs.

En informatique, un séparateur est une séquence de un ou plusieurs caractères servant à délimiter la frontière entre différentes régions de texte ou autres flux de données. Par exemple, la virgule est utilisée pour séparer les champs dans les fichiers au format CSV.
Les séparateurs les plus fréquents sont la virgule, le point-virgule, le deux-points.

## Sources
1. ↑  (en) Federal Standard 1037C delimiter